# بيل موليسون
بروس تشارلز «بيل» موليسون (بالإنجليزية: Bruce Charles Mollison)‏ (4 مايو 1928 - 24 سبتمبر 2016) باحث ومؤلف وعالم ومعلم وعالم أحياء أسترالي. في عام 1981، حصل على جائزة رايت ليفيلهوود «لتطوير وتعزيز نظرية وممارسة الزراعة المستدامة».

## نبذة
الزراعة المستدامة (من «الزراعة المعمرة») هي نظام متكامل للتصميم البيئي، شارك موليسون في تطويره مع دايفيد هولمغرين، والذي تصوره معًا كشكل دائم ومستدام للزراعة. في عام 1974، بدأ موليسون تعاونه مع هولمغرين، وفي عام 1978 قاموا بنشر كتابهم Permaculture One، والذي قدم نظام التصميم هذا لعامة الناس.
أسس موليسون معهد الزراعة المستدامة في تسمانيا، وأنشأ نظامًا تعليميًا لتدريب الآخرين تحت مظلة الزراعة المستدامة. هذا النظام التعليمي الخاص بـ«تدريب المدرب»، والذي تم استخدامه من خلال دورة وشهادة رسمية لتصميم الزراعة المستدامة (PDC)، قام بتعليم مئات الآلاف من الأشخاص في جميع أنحاء العالم كيفية زراعة الغذاء وتحقيق الاستدامة باستخدام مبادئ تصميم الزراعة المستدامة.

## انظر ايضاً
- دايفيد هولمغرين
- ألبرت بيتس